# NGC 4904
NGC 4904 este o seyfert 1 galaxy⁠(d) situată în constelația Fecioara. A fost descoperită în 1 ianuarie 1786 de către William Herschel. Se află la o distanță de 17,38 megaparseci de Pământ.